# Gaijin Entertainment
Gaijin Entertainment é uma desenvolvedora e editora húngara de videogames com sede em Budapeste. A empresa é mais conhecida por War Thunder, Crossout, Star Conflict, CRSED:FOAD (anteriormente conhecido como Cuisine Royale) e Enlisted.

## História
A Gaijin Entertainment foi fundada na Rússia em 2002 por Anton e Kirill Yudintsev, cujo primeiro grande projeto foi o jogo de corrida para PC Adrenaline. Após o lançamento bem-sucedido do War Thunder em 2012, foi criado um escritório na Alemanha, para gerir operações globais e o marketing. A empresa transferiu o seu escritório de distribuição de Moscou para Budapeste por volta de 2015 e, pouco depois, sua sede de desenvolvimento foi transferida também. De acordo com os registros fiscais húngaros, a Gaijin tinha 42 funcionários na Hungria em janeiro de 2022.
Atualmente, todos os jogos online da Gaijin são operados da Alemanha, Chipre e Hungria, enquanto o desenvolvimento está espalhado por toda a Europa. A empresa possui agora seis escritórios no total: em Karlsruhe (Alemanha), Larnaca (Chipre), Budapeste (Hungria), Riga (Letônia), Dubai (Emirados Árabes Unidos) e Yerevan (Armênia). A empresa tem cerca de 200 funcionários divididos entre esses escritórios, sendo 60 deles na sede húngara. Embora a empresa ainda contrate pessoas em sites de emprego russos, todas as suas listas de empregos são para candidatos residentes na Hungria, Chipre, Arménia, Geórgia, Sérvia ou Montenegro.
O grupo Gaijin Entertainment gerou 2,6% de todo o lucro da indústria de software húngara em 2020.
Embora a Gaijin tenha produzido alguns jogos para um jogador na década de 2000, a empresa agora está focada em títulos online gratuitos. Segundo László Perneky, programador-chefe da Gaijin, “Aqueles que podem decidir sobre os projetos na empresa gostam principalmente de jogar jogos multiplayer”.

## Origem do nome da empresa
O nome Gaijin Entertainment vem da palavra japonesa para estrangeiro. De acordo com Anton Yudintsev, ele sonhava um dia entrar no mercado japonês, mantendo-se fiel às suas raízes como empresa europeia e aceitando a sua posição como estrangeiro naquele país. A Gaijin entrou no mercado japonês com o lançamento do jogo de ação estilo anime X-Blades em 2009.
O logotipo da Gaijin representa um caracol, em referência ao haicai de Kobayashi Issa:
Ó caracol
Suba o Monte Fuji
Mas devagar, devagar!

## Jogos
| Jogo                                                         | Desenvolvedor     | Ano de lançamento | Descrição                                                                                     | Plataformas                                                                                   |
| ------------------------------------------------------------ | ----------------- | ----------------- | --------------------------------------------------------------------------------------------- | --------------------------------------------------------------------------------------------- |
| Bumer: Sorvannye bashni                                      | Gaijin            | 2003              | Jogo baseado no filme Bimmer (2003)                                                           | Windows                                                                                       |
| Adrenalina                                                   | Gaijin            | 2005              | Jogo de corridas de rua com gerenciamento econômico.                                          | Windows                                                                                       |
| X-Blades                                                     | Gaijin            | 2009              | Jogo de fantasia.                                                                             | Windows, PS3, Xbox 360                                                                        |
| IL-2 Sturmovik: Birds of Prey                                | Gaijin            | 2009              | Simulador de voo de combate da Segunda Guerra Mundial.                                        | Windows, PS3, Xbox 360                                                                        |
| Anarquia: Hora do Rush                                       | Gaijin            | 2010              | Jogo de corrida arcade.                                                                       | PS3                                                                                           |
| Modern Conflict                                              | Gaijin            | 2010              | Jogo de estratégia em tempo real para celular.                                                | iOS, Android                                                                                  |
| Apache: Assault Air                                          | Gaijin            | 2010              | Jogo de simulação de voo de combate baseado no helicóptero de ataque Apache AH-64D Longbow.   | Windows, PS3, Xbox 360                                                                        |
| Braveheart                                                   | Gaijin            | 2010              | Jogo de RPG de ação.                                                                          | iOS                                                                                           |
| Blades of Time                                               | Gaijin            | 2012              | Sucessor espiritual de X-Blades, introduzindo um cenário mais sombrio e um tom mais realista. | Windows, macOS, PS3, Xbox 360, Nintendo Switch                                                |
| Birds of Steel                                               | Gaijin            | 2012              | Simulador de voo de combate da Segunda Guerra Mundial.                                        | PS3, Xbox 360                                                                                 |
| Star Conflict                                                | Star Gem          | 2012              | Simulador de voo espacial MMO.                                                                | Windows, macOS, Linux, SteamOS                                                                |
| War Thunder                                                  | Gaijin            | 2013              | Simulador MMO com veículos aéreos, terrestres e navais dos séculos 20 e 21.                   | Windows, macOS, Linux, PS4, Xbox One, Shield Android TV (descontinuado), PS5, Xbox Series X/S |
| Skydive: Proximity Flight                                    | Gaijin            | 2013              | Simulador de Wingsuit.                                                                        | PS3, Xbox 360                                                                                 |
| Crossout                                                     | Targem Games      | 2016              | Um MMO de combate veicular pós-apocalíptico.                                                  | Windows, PS4, Xbox One, PS5, Xbox Série X/S                                                   |
| CRSED: FOAD                                                  | DarkFlow Software | 2018              | Battle royale. Sucessor do jogo Cuisine Royale.                                               | Windows, Linux, PS4, Xbox One, PS5, Xbox Series X/S, Nintendo Switch                          |
| Enlisted                                                     | DarkFlow Software | 2020              | Jogo de tiro em primeira pessoa sobre a Segunda Guerra Mundial.                               | Windows, PS4, Xbox One, Xbox Série X/S, PS5                                                   |
| War Thunder Edge (também conhecido como War Thunder Mobile ) | Gaijin            | 2023              | Versão mobile do jogo War Thunder, com simulação de veículos de guerra dos séculos 20 e 21.   | iOS, Android                                                                                  |

## Dagor Engine
O Dagor Engine é um motor de jogo proprietário usado pela Gaijin Entertainment em War Thunder, Enlisted, CRSED:FOAD e outros títulos. A versão original do motor foi desenvolvida pela Gaijin Entertainment e em 2005 a Dagor Technologies foi criada como uma empresa separada para manter o desenvolvimento contínuo do motor de jogo. Atualmente, incorpora tecnologia do motor de física PhysX. Em março de 2022 foi anunciado o lançamento da versão 6.5. O escritório húngaro da Gaijin é responsável pelo desenvolvimento do motor.

## Controvérsias
A empresa ganhou notoriedade por iniciar uma ação judicial contra o proprietário do domínio gaijin.com, um site não afiliado a empresa e que é sete anos mais velho que a empresa. A queixa expirou e foi automaticamente retirada em novembro de 2013.
Em 21 de junho de 2020, a atriz de entretenimento adulto Eva Elfie foi patrocinada pelo War Thunder, o que gerou uma leve controvérsia na comunidade. Em 23 de setembro de 2022, um decalque oficial de Eva Elfie foi adicionado ao War Thunder, fortalecendo ainda mais as relações entre a Gaijin e a atriz pornô.
Em janeiro de 2021, depois que os logotipos do War Thunder e Crossout foram vistos em um vídeo do canal do YouTube High Caliber Mayhem, do Donbas, a Gaijin foi acusada de financiar indiretamente separatistas pró-russos na guerra no Donbass. O High Caliber Mayhem negou qualquer ligação com as forças armadas separatistas e publicou uma explicação alegando que todo o dinheiro, de todos os anúncios nesse canal foram gastos em ajuda humanitária a civis. O vídeo mostrando o anúncio do War Thunder foi removido do canal.
Em resposta à esta polêmica, a Gaijin afirmou: "Não oferecemos apoio político a ninguém em lugar nenhum. Não sabemos nada sobre política e preferimos ficar fora disso. Nossa agência que encomendou um anúncio no vídeo em questão o retirou quando percebeu que eles podem nos arrastar para uma discussão política."
Em 16 de maio de 2023, após uma alteração econômica no jogo War Thunder, um grande número de jogadores iniciou um protesto contra os desenvolvedores, inundando o jogo com críticas negativas em várias plataformas, incluindo Steam e Google. Desde o anúncio das mudanças, mais de 65.000 avaliações negativas foram publicadas no Steam, resultando em uma queda na classificação geral de "Ligeiramente positivas" para 'Neutras". Além disso, a classificação recente mudou de "Ligeiramente positivas" para "Extremamente negativas" em 22 de maio ao bombardear o jogo com avaliações negativas em múltiplas plataformas, como Steam e Google.
Em resposta à pressão dos jogadores, a empresa reverteu as mudanças econômicas em 18 de maio, emitiu declarações sobre o problema e o progresso dos jogadores em 19 de maio, desencorajando os jogadores a continuarem com as críticas negativas. A Gaijin também anunciou uma revisão da economia programada para meados do verão de 2023 e emitiu um pedido de desculpas. Em resposta as avaliações negativas, a empresa removeu o Steam das plataformas suportadas no site oficial do War Thunder. O Steam ocultou as análises publicadas após 19 de maio e as marcou como "fora do tópico", uma vez que as mudanças em questão não faziam mais parte do jogo a partir dessa data.
Alguns jogadores criaram um subreddit chamado "War Thunder Players Union" (Sindicato dos Jogadores do War Thunder.) e iniciaram uma campanha de duas semanas para uma "greve" com início em 26 de maio de 2023 e encerramento em 8 de junho de 2023. No dia 26 de maio, o subreddit War Thunder Players Union já contava com 14.900 membros.